# Bulbul d'Indonèsia
El bulbul d'Indonèsia (Ixos malaccensis) és una espècie d'ocell de la família dels picnonòtids (Pycnonotidae). Es troba a Brunei, Indonèsia i Malàisia, Myanmar, Singapur i Tailàndia. Els seus hàbitats principals són els boscos tropicals i subtropicals de frondoses humits de les terres baixes i boscos de pantans. El seu estat de conservació es considera de risc mínim.